# Valdemar Poulsen
Valdemar Poulsen (Copenaghen, 23 novembre 1869 – Gentofte, 23 luglio 1942) è stato un ingegnere danese che sviluppò un registratore a filo nel 1899.

## Biografia

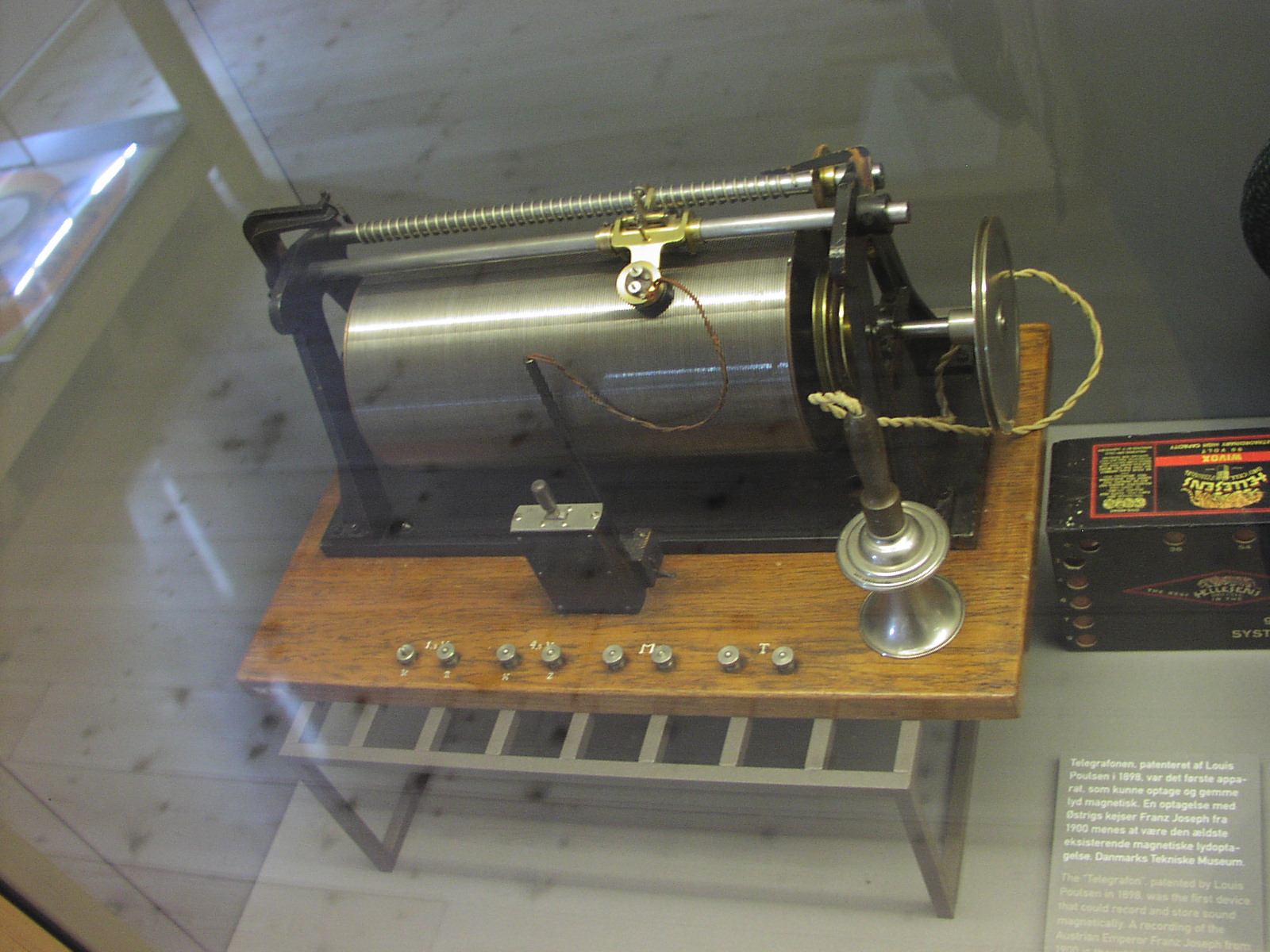
Registratore a filo di Poulsen.

Nel 1898 inventò il Telegraphone, ovvero un registratore a filo.

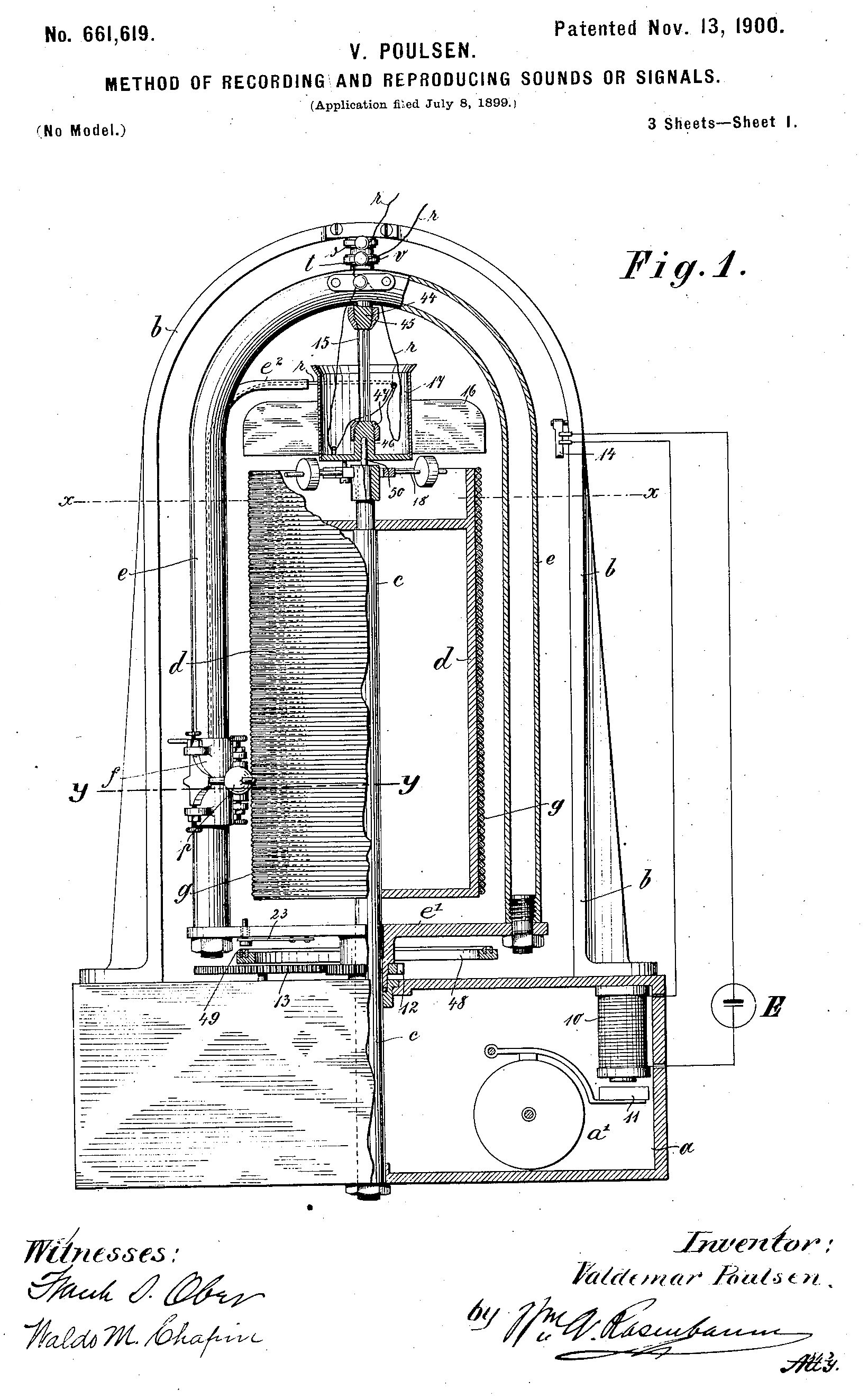
Brevetto statunitense di Poulsen per un registratore a filo.

Poulsen ottenne un brevetto per la sua invenzione, e con il suo assistente, Peder O. Pedersen, successivamente sviluppò altri registratori magnetici a filo d'acciaio, a nastro o a dischi. Nessuno di questi dispositivi aveva un'amplificazione elettronica, ma il segnale registrato era abbastanza forte da essere ascoltato attraverso un auricolare o anche trasmesso su cavi telefonici. All'Esposizione mondiale del 1900 a Parigi, Poulsen ebbe la possibilità di registrare la voce dell'imperatore Francesco Giuseppe d'Austria che risulta essere la più antica registrazione magnetica audio esistente al giorno d'oggi.